# Oscar Müller (Journalist)
Oscar Müller (* 20. August 1877 in Appenweier; † 2. Januar 1960 in Berlin-Lichterfelde) war ein deutscher Journalist und Staatsbeamter. Er amtierte unter anderem von Juni 1921 bis November 1922 als Pressechef der Reichsregierung.

## Leben und Tätigkeit
Müller war der Sohn eines Großkaufmanns. Nach dem Besuch von Gymnasien in Freiburg und Preßburg studierte Müller Rechtswissenschaften. Während seines Studiums wurde er 1895 Mitglied der Burschenschaft Saxo-Silesia Freiburg.
Im Berufsleben fasste Müller zunächst Fuß als Redakteur des Stuttgarter Beobachters. 1907 trat er in den Stab der Frankfurter Zeitung ein, für die er bis 1910 als Korrespondent in Straßburg tätig war. Von 1911 bis zum Eintritt Italiens in den Ersten Weltkrieg im Jahr 1915 vertrat Müller dieses Blatt in Rom. Den Rest des Ersten Weltkriegs erlebte Müller als Offizier eines Landwehr-Infanterie-Regiments in Bulgarien und Rumänien. Während dieser Zeit gründete er das Bukarester Tageblatt.
Ende 1918 übernahm Müller die Leitung des Ressorts Außenpolitik der Deutschen Allgemeinen Zeitung (DAZ). Er verließ dieses Blatt jedoch, als es 1921 in den Besitz des Stinnes-Konzerns überging. Stattdessen vertrat er für kurze Zeit den Frankfurter Generalanzeiger in Berlin, bevor er anlässlich der Bildung der Regierung Wirth von dem neuen Reichskanzler am 18. Juni 1921 zum Leiter der Presseabteilung der Reichsregierung („Reichspressechef“) ernannt wurde. Seine Berufung wurde weithin als gute Personalentscheidung bewertet: In einem Kommentar in der Vossischen Zeitung lobte beispielsweise Georg Bernhard Müller als einen Journalisten „vielseitiger Erfahrung“. Während dieser Zeit nahm er unter anderem an der Konferenz von Genua teil. Anlässlich der Demission Wirths am 22. November 1922 schied auch Müller aus der Reichsregierung aus.
Im November 1922 wechselte Müller als Ministerialdirektor ins Auswärtige Amt, in dem er bis Januar 1933 tätig blieb. Zu diesem Zeitpunkt wurde er in den Ruhestand versetzt.
1939 ist Müller als Hauptschriftleiter der Zeitschrift Archiv für Außenpolitik und Länderkunde nachweisbar.
Zu Müllers politischer Zugehörigkeit liegen unterschiedliche Angaben vor: Während Peter-Christian Witt in einem kurzen Profil über Müller schrieb, dieser sei Mitglied der Zentrumspartei gewesen, heißt es bei Kurt Koszyk, Müller habe der Deutschen Demokratischen Partei (DDP) angehört. Das Bundesarchiv gibt ebenfalls an, dass Müller der zuletzt genannten Partei von 1927 bis 1930 angehört habe.

## Schriften
- Irrung und Abfall Italiens. Hirzel, Leipzig 1915.
- Warum mußten wir nach Versailles? Von der Friedensresolution zum Friedensschluß. Norddeutsche Buchdruckerei und Verlagsanstalt / Hobbing, Berlin 1919.
- Warum vergessen wir so schnell? Ein Wort zur Sicherheitsfrage, Verlag für Politik und Wirtschaft, Berlin 1925